# Pietro Scarduzio
Pietro Scarduzio (Parma, 22 febbraio 1967) è un allenatore di pallavolo italiano.

## Carriera
La sua carriera da allenatore inizia nella stagione 1996-97 in serie A2 nella sua città con la gloriosa Cariparma (più nota come Maxicono). Nel 1997 raggiungerà la promozione in serie A1.
Dopo due anni si trasferisce a Grottazzolina, in A2, riuscendo quasi a compiere l'impresa di portare un piccolo paesino nella massima serie, ma questo gli sfugge di un niente e i marchigiani si fermano a i play off.
Dal 2001 al 2003 è a Verona e in Veneto ottiene al primo anno la promozione in A1.
Dopo due anni, dal 2003 al 2005, passati a Forlì in A2 (rassegna le dimissioni a metà stagione 2004/2005) il coach emiliano compie la prima esperienza all'estero, trasferendosi all'Hypo Tirol Innsbruck.
In Austria dopo aver vinto il campionato nazionale, ha anche l'occasione di giocare per la prima volta la Champions League.
Dal luglio 2007 ricopre il ruolo di 1º allenatore della Tiscali Cagliari, ma dopo un inizio di campionato non facile, si dimette a gennaio del 2008 per poi trovare un posto di allenatore a inizio febbraio nella Materdomini Volley Castellana Grotte riuscendo nella difficile impresa di salvare la squadra.
Nel 2023 ha allenato la formazione U15 del Parma.

## Curiosità
È sposato con Daniela e ha tre figli: Anita, Matteo e Benedetta.